# John Stuart Mackenzie
John Stuart Mackenzie (Springburn, 1860 – Brockweir, 1935) è stato un filosofo scozzese.
Esponente dell'ultima stagione dell'idealismo inglese, fu professore di logica e filosofia all'Università di Cardiff, impegnato nel ramo della filosofia sociale. Fu anche membro dell'Associazione umanistica britannica.

## Biografia
Nato vicino Glasgow, all'età di otto anni rimase orfano dei genitori dopo una traversata oceanica a Buenos Aires, dove il padre intendeva cercare fortuna.
Entrato alla High School di Glasgow, successivamente effettuò studi di filosofia all'Università locale, e poi all'Università Humboldt di Berlino per i propri interessi rivolti all'idealismo tedesco.
Dal 1884 al 1889 fu membro dell'Università di Edimburgo, dove tenne un corso di lezioni sulla questione socialista, pubblicato come An Introduction to Social Philosophy (1890), che avrebbe anticipato gran parte della legislazione sociale che sarebbe seguita. Dopo essersi laureato all'Università di Cambridge, dal 1890 al 1896 divenne membro del Trinity College di Cambridge.
Dal 1890 al 1893 insegnò economia politica all'Owens College di Manchester, per poi diventare professore di logica e filosofia all'Università di Cardiff nel 1895. Qui conobbe la sua futura moglie, l'educatrice Hettie Millicent Hughes.
Nel 1911 ricevette la laurea honoris causa in giurisprudenza dall'Università di Glasgow, e nel 1918 divenne presidente della British Humanist Association.
Nel 1934 fu eletto membro della British Academy.

### L'attività e il pensiero
Mackenzie appartenne a una seconda generazione della corrente degli idealisti britannici: le sue posizioni filosofiche, attestate su un neo-hegelismo attento alle questioni dell'etica, erano vicine a quelle di Thomas Hill Green, Bernard Bosanquet e soprattutto Edward Caird, del quale era stato allievo.
Al centro delle sue tematiche moralistiche individuò l'autorealizzazione di sé come la massima ambizione umana, a cui dovrebbe tendere una società che si sviluppi organicamente. In Linee di metafisica (1902) giustificò il dolore quale momento unilaterale funzionale comunque all'ordine e all'armonia dell'universo, concepito in continuo progresso spirituale, e nel quale per la sua provvisoria incompiutezza trova posto il male.
Fu amico di John Ellis McTaggart, che egli convertì da un iniziale entusiasmo per Spencer ad un'ammirazione per Hegel. Restò aperto anche ad indirizzi di pensiero diversi da quello idealistico, come la filosofia analitica di Moore, ed il pragmatismo.
Si ritirò nel 1915, all'età di cinquantacinque anni, per dedicarsi alla scrittura e a una serie di viaggi insieme alla moglie Millicent, con la quale visitò l'India tra il 1920 e il 1922. Qui prese contatto con alcuni importanti teosofi, in particolare George Arundale ad Adyar, e Bertram Keightley a Benares.
Al loro ritorno in Inghilterra, l'amica di Millicent, Edith Maryon, li invitò a partecipare ad un convegno a Dornach, in Svizzera, dove essi conobbero Rudolf Steiner, restando favorevolmente colpiti dall'antroposofia e dalla sua attività pedagogica.
Steiner d'altra parte mostrava di apprezzare molto il lavoro svolto da entrambi i coniugi di approfondimento e diffusione della filosofia di Hegel. Al loro ritorno, John Mackenzie continuò a tenere conferenze ed a contribuire anche all'opera educativa steineriana che si anadava affermando in Gran Bretagna. Stabilitosi nella campagna di Brockweir, si spense nel 1935; fu cremato a Bristol.

## Opere
- An Introduction to Social Philosophy: the Shaw Fellowship Lectures at Glasgow, 1890, 2a ed. 1895.
- A Manual of Ethics, 1893, 7a ed. 1910.
- Outlines of Metaphysics, 1902, 2a ed. 1906.
- Lectures on Humanism, 1907.
- Elements of Constructive Philosophy, 1917.
- Outlines of Social Philosophie, 1918.
- Fundamental Problems of Life, 1928.